# Monteaux
Monteaux település Franciaországban, Loir-et-Cher megyében. Lakosainak száma 723 fő (2022. január 1.). Monteaux Cangey, Mesland és Veuzain-sur-Loire községekkel határos.

## Népesség
A település népességének változása:
| Lakosok száma | 526  | 588  | 630  | 727  | 787  | 790  | 768  | 735  | 727  | 723  |
|               | 1968 | 1982 | 1990 | 2006 | 2013 | 2015 | 2017 | 2019 | 2020 | 2022 |